# Morti nel 1975/Marzo
| Questa pagina contiene informazioni ricavate automaticamente dalle voci biografiche con l'ausilio del template Bio e di un bot. L'aggiornamento è periodico e automatico e ricostruisce completamente la pagina. Se manca una persona in questa lista, sei pregato di non aggiungerla, ma accertati piuttosto che la sua voce biografica contenga il template Bio e che i dati anagrafici siano correttamente compilati. Se il template Bio manca, inseriscilo tu stesso o, in alternativa, metti l'avviso {{tmp\|Bio}} che ne segnala la mancanza. Se i dati riportati sono sbagliati, correggi direttamente la voce biografica; le modifiche saranno visibili in questa lista entro pochi giorni. Per chiarimenti vedi il progetto biografie. La lista contiene solo le 105 persone che sono citate nell'enciclopedia e per le quali è stato implementato correttamente il template Bio. Pagina aggiornata al 3 mar 2024. |

- 1º marzo - Leonid Ljubaševskij, attore e sceneggiatore sovietico (n. 1892)
- 1º marzo - Giovanni Omiccioli, pittore italiano (n. 1901)
- 2 marzo - Renato Bracci, canottiere italiano (n. 1904)
- 2 marzo - Helen Cruickshank, poetessa scozzese (n. 1886)
- 2 marzo - Herbert Heinrich, nuotatore tedesco (n. 1899)
- 2 marzo - Madeleine Vionnet, stilista francese (n. 1876)
- 3 marzo - Pedro Aleixo, politico e avvocato brasiliano (n. 1901)
- 3 marzo - Julio Álvarez del Vayo, politico spagnolo (n. 1891)
- 3 marzo - Attilio Bescapè, sollevatore italiano (n. 1910)
- 3 marzo - Enzo Di Gianni, poeta, editore e regista italiano (n. 1908)
- 3 marzo - Karl Fabel, compositore di scacchi tedesco (n. 1905)
- 3 marzo - Therese Giehse, attrice tedesca (n. 1898)
- 3 marzo - Edward H. Griffith, regista, sceneggiatore e produttore cinematografico statunitense (n. 1894)
- 3 marzo - Domenico Larussa, politico e avvocato italiano (n. 1900)
- 3 marzo - László Németh, scrittore ungherese (n. 1901)
- 4 marzo - Pablo Bartolucci, calciatore argentino (n. 1902)
- 4 marzo - Alban William Phillips, economista neozelandese (n. 1914)
- 4 marzo - Charles Spaak, sceneggiatore belga (n. 1903)
- 5 marzo - Fifi Young, attrice indonesiana (n. 1915)
- 5 marzo - Emma Calderini, costumista e storica italiana (n. 1899)
- 5 marzo - Emilio Lussu, scrittore, militare e politico italiano (n. 1890)
- 5 marzo - Henri Piérard, missionario e vescovo cattolico belga (n. 1893)
- 6 marzo - Glenn Hardin, ostacolista statunitense (n. 1910)
- 6 marzo - Mario Mirko Vucetich, artista italiano (n. 1898)
- 7 marzo - Michail Michajlovič Bachtin, filosofo e critico letterario russo (n. 1895)
- 7 marzo - Jerzy Groyecki, allenatore di pallacanestro polacco (n. 1921)
- 7 marzo - Gerrit Jannink, hockeista su prato olandese (n. 1904)
- 7 marzo - Isabella Moore, nuotatrice britannica (n. 1894)
- 8 marzo - Joseph Bech, politico lussemburghese (n. 1887)
- 8 marzo - Albert Michallon, chirurgo e politico francese (n. 1912)
- 8 marzo - George Stevens, regista, sceneggiatore e produttore cinematografico statunitense (n. 1904)
- 8 marzo - Masanori Yusa, nuotatore giapponese (n. 1915)
- 9 marzo - Marie Gevers, scrittrice belga (n. 1883)
- 9 marzo - Gian Domenico Giagni, poeta, sceneggiatore e regista italiano (n. 1922)
- 9 marzo - Joseph Guillemot, mezzofondista francese (n. 1899)
- 9 marzo - Oldřich Kvapil, calciatore cecoslovacco (n. 1911)
- 9 marzo - Louise Otto, nuotatrice tedesca (n. 1896)
- 9 marzo - Shirley Ross, attrice e cantante statunitense (n. 1913)
- 10 marzo - Nino Corrado Corazza, pittore italiano (n. 1897)
- 11 marzo - Zena Dare, attrice e cantante inglese (n. 1887)
- 11 marzo - Margarita Fischer, attrice statunitense (n. 1886)
- 12 marzo - Isabelle Blume, politica belga (n. 1892)
- 12 marzo - Paul Fitzgibbon, giocatore di football americano statunitense (n. 1903)
- 12 marzo - Mirei Shigemori, architetto del paesaggio, storico e saggista giapponese (n. 1896)
- 13 marzo - Ivo Andrić, scrittore e diplomatico bosniaco (n. 1892)
- 13 marzo - Jean Del Val, attore francese (n. 1891)
- 13 marzo - Margarita Michajlovna Pilichina, regista sovietica (n. 1926)
- 14 marzo - Fritz Benicke, generale tedesco (n. 1894)
- 14 marzo - Michele Delle Donne, magistrato e politico italiano (n. 1875)
- 14 marzo - Haven Gillespie, musicista statunitense (n. 1888)
- 14 marzo - Susan Hayward, attrice statunitense (n. 1917)
- 14 marzo - Guerrino Striuli, calciatore italiano (n. 1917)
- 14 marzo - Carl Wery, attore tedesco (n. 1897)
- 15 marzo - John H. Auer, regista e produttore cinematografico ungherese (n. 1906)
- 15 marzo - Leónidas Barletta, scrittore, giornalista e drammaturgo argentino (n. 1902)
- 15 marzo - Edvin Mathiasson, lottatore svedese (n. 1890)
- 15 marzo - Aristotele Onassis, armatore greco (n. 1906)
- 16 marzo - Yoseph Colombo, rabbino italiano (n. 1897)
- 16 marzo - Oscar D'Agostino, chimico italiano (n. 1901)
- 16 marzo - Michiyoshi Doi, regista giapponese (n. 1926)
- 16 marzo - Oreste Magni, ciclista su strada italiano (n. 1936)
- 16 marzo - Svend Ringsted, calciatore danese (n. 1893)
- 16 marzo - T-Bone Walker, chitarrista e cantautore statunitense (n. 1910)
- 17 marzo - Feodora di Danimarca, principessa danese (n. 1910)
- 17 marzo - Bertil Nordenskjöld, calciatore svedese (n. 1891)
- 17 marzo - Vladimir Savvin, pallavolista, allenatore di pallavolo e dirigente sportivo sovietico (n. 1919)
- 18 marzo - Germano Benencase, compositore, musicista e direttore d'orchestra brasiliano (n. 1897)
- 18 marzo - Adrienne Bolland, aviatrice francese (n. 1895)
- 18 marzo - Giuseppe Fioravanzo, ammiraglio italiano (n. 1891)
- 18 marzo - Babe McCarthy, allenatore di pallacanestro statunitense (n. 1923)
- 19 marzo - Harry Lachman, pittore, scenografo e regista statunitense (n. 1886)
- 20 marzo - Ian Collins, tennista britannico (n. 1903)
- 20 marzo - Henning Holst, hockeista su prato danese (n. 1891)
- 20 marzo - Giacomo Enrico di Borbone-Spagna, nobile spagnolo (n. 1908)
- 21 marzo - Ascanio Arcangeli, ciclista su strada italiano (n. 1911)
- 21 marzo - William Cockburn, hockeista su ghiaccio canadese (n. 1902)
- 21 marzo - Ralph George Hawtrey, economista inglese (n. 1879)
- 21 marzo - Joe Medwick, giocatore di baseball statunitense (n. 1911)
- 22 marzo - Guido Ara, calciatore e allenatore di calcio italiano (n. 1888)
- 22 marzo - Paul Verhoeven, regista e attore tedesco (n. 1901)
- 23 marzo - Kadye Molodowsky, poetessa e scrittrice statunitense (n. 1894)
- 23 marzo - Bruto Seghettini, dirigente sportivo, allenatore di calcio e calciatore italiano (n. 1881)
- 24 marzo - Wim Hendriks, calciatore olandese (n. 1930)
- 24 marzo - Willie Ritchie, pugile statunitense (n. 1891)
- 25 marzo - Luigi Cambiaso, ginnasta italiano (n. 1895)
- 25 marzo - Faysal dell'Arabia Saudita, sovrano saudita (n. 1906)
- 25 marzo - Michèle Girardon, attrice francese (n. 1938)
- 25 marzo - František Krejčí, calciatore cecoslovacco (n. 1898)
- 26 marzo - Ludwig Pöhler, calciatore tedesco (n. 1916)
- 26 marzo - Mario Romani, economista italiano (n. 1917)
- 26 marzo - Herbert Warnke, politico tedesco (n. 1902)
- 26 marzo - Zheng Manqing, poeta e pittore cinese (n. 1902)
- 27 marzo - Arthur Bliss, compositore britannico (n. 1891)
- 27 marzo - Gertrude Niesen, cantante, attrice e paroliera statunitense (n. 1911)
- 27 marzo - Tom Pendlebury, cestista canadese (n. 1913)
- 28 marzo - Wiltrude di Baviera, principessa tedesca (n. 1884)
- 28 marzo - Ernst Fraenkel, politologo, giurista e scrittore tedesco (n. 1898)
- 28 marzo - Renzo Massarani, compositore italiano (n. 1898)
- 28 marzo - Vincenzo Rimi, mafioso italiano (n. 1902)
- 29 marzo - Tommy Green, marciatore britannico (n. 1894)
- 29 marzo - Antonio Guariento, politico italiano (n. 1896)
- 29 marzo - Virginio Rosetta, calciatore e allenatore di calcio italiano (n. 1902)
- 30 marzo - Mohammed Racim, pittore algerino (n. 1896)
- 31 marzo - Karl Höger, allenatore di calcio e calciatore tedesco (n. 1897)
- 31 marzo - Leslie White, antropologo statunitense (n. 1900)